# جبريل فرنانديز ليديسما
جبريل فرنانديز ليديسما (بالإسبانية: Gabriel Fernández Ledesma)‏ هو نقاش وكاتب وبروفيسور ورسام مكسيكي، ولد في 30 مايو 1900 في مدينة أغواسكاليينتس في المكسيك، وتوفي في 26 أغسطس 1983 في مدينة مكسيكو في المكسيك.